# Остання лисичка
«Остання лисичка» — радянський художній фільм 1990 року, знятий режисером Канимбеком-Кано Касимбековим на студії «Едельвейс».

## Сюжет
Під час канікул Данимбек укотре приїжджає до дідуся і бабусі. Він подорослішав і йому соромно за діда, який зустрічає його на віслюку в старій, потертій шапці. Але одного разу в їхній капкан потрапляє лисичка. Данимбеку шкода звірка і він відпускає його на волю. Нехай живе — життя таке гарне. І не терпиться йому розповісти про це дідові, який пішов замовляти собі нову шапку

## У ролях
- Багдат Раїсов — головна роль
- Макіль Куланбаєв — головна роль
- Т. Примжанов — роль другого плану
- Газіза Абдінабієва — роль другого плаану
- В. Кожахметов — роль другого плаану
- Тамара Косубаєва — роль другого плаану

## Знімальна група
- Режисер — Канимбек-Кано Касимбеков
- Сценарист — Канимбек-Кано Касимбеков
- Оператор — Марат Тохтабакієв
- Композитор — Асет Бейсеутов
- Художник — Жанатбек Жукупов